# Maureilhan
Maureilhan é uma comuna francesa na região administrativa de Occitânia, no departamento de Hérault. Estende-se por uma área de 10,55 km². Em 2010 a comuna tinha 2 223 habitantes (densidade: 210,7 hab./km²).